# Белый Ключ (Сурский район)
Белый Ключ — село в составе Лавинского сельского поселения Сурского района Ульяновской области.

## География
Село находится в 9 километрах к юго-востоку от райцентра Сурское.

## Название
Первоначально село называлось Архангельское, затем получило своё нынешнее название по чистым, прозрачным родникам (белым ключам), находящимся в окрестностях села.

## История
В XVII веке на месте села было мордовским поселением, относившемся к Алатырскому уезду. Во время восстания Степана Разина мордва уезда поддержала восставших почти поголовно. Белый Ключ вместе с мордовскими селениями Болтаевка и Кирзять были практически полностью уничтожены царскими войсками.
Как русское село возникло в 1670 году, когда выходцы из села Промзино выселили из Белого Ключа оставшихся в живых местных жителей — мордву, заняли их землю, заселили курные полуземлянки и основали русское поселение под тем же названием.
В XVIII веке село принадлежало графам Потемкиным, в XIX веке — графам Гурьевым и Бутурлиным, предкам знаменитого ученого-орнитолога С. А. Бутурлина.
В 1728 году прихожанами был построен деревянный храм. Престол в нем один — в честь Рождества Христова. Часовен две, обе деревянные: одна построена на ключе, а другая — на упраздненном кладбище. 
С 1780 года село Белый Ключ, при ключах, помещичьих крестьян, относилось к Котяковскому уезду Симбирского наместничества. С 1796 года — в Карсунском уезде Симбирской губернии. 
В 1840-х гг. конторским мальчиком у графа А. Гурьева был Мартьянов Пётр Алексеевич. 
В 1859 году в селе Белый Ключ (Архангельское), во 2-м стане, на почтовом тракте из. г. Симбирска в г. Москву,  насчитывалось 163 двора, 446 мужчин и 459 женщин. В селе имелась православная церковь, в 1864 году была открыта школа.
После крестьянской реформы 1861 году жители села, получив при освобождении небольшие земельные наделы, были вынуждены уделить особое внимание развитию ремесел и промыслам (отходничество, ткачество, деревообработка, валка зимней обуви). В селе имелось четыре лесопильных завода, принадлежавших Бутурлиным.
18 августа 1898 года состоялось открытие памятника императору Александру II, арх-р Р. Р. Марфельд, (воссоздан в 2011 г.). 
В 1913 году в селе имелся 371 двор, 1451 житель, деревянная церковь (не сохранилась, сгорела в начале XX века), молитвенный дом, часовня, памятник императору Александру II (воссоздан в 2011 г.), волостное правление, школа, усадьба, винокуренный завод Бутурлиных. В округе села Бутурлиным принадлежало 13,5 тысяч десятин земли, в том числе окрестный лес.
Часть села принадлежало М. С. Бутурлиной в планах которой было переселить своих крестьян в Висловку, поближе к центральной усадьбе имения в Лаве. Её внук С. А. Бутурлин в 1914 году продал имение алатырскому лесопромышленнику Карпову.
В 1914 году, рядом со старой церковью, около памятника императору была построена каменная церковь (не сохранилась).
В 1919 году С. А. Бутурлин вернулся в село в качестве руководителя научной экспедиции по обследованию и изучению орнитологии бассейна реки Суры.
В 1929 году в селе был организован колхоз «Ответ интервентам», его первым председателем стал Беркутов. Платили колхозникам натуроплатой. В 1938 году колхоз приобрел машину ГАЗ-АА, обработку полей вели лошадьми или по договору с Сурской МТС — тракторами.
В Великой Отечественной войне приняло участие 415 жителей села, не вернулось — 216 человек. 
В 1941 году рядом с селом строилась оборонительная линия названная — Сурский рубеж обороны.

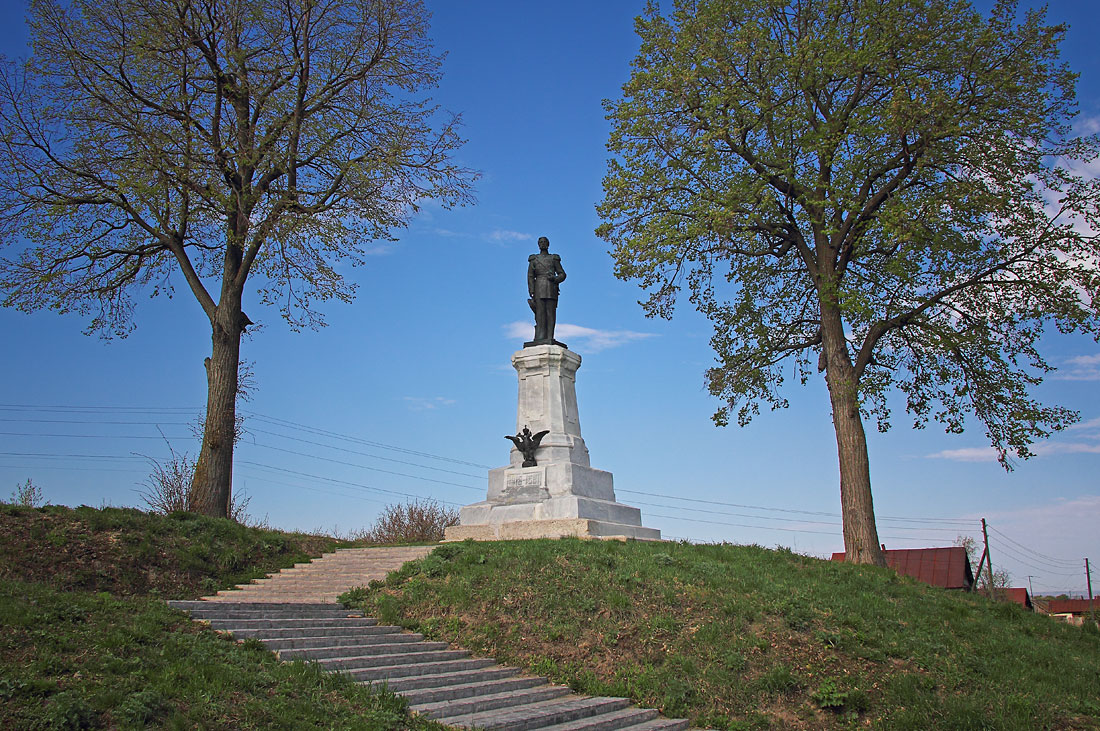
Памятник царю-освободителю Александру II.

В годы войны колхоз был переименован в колхоз «им. Сталина».
С 19 января 1943 года в составе Ульяновской области.
В 1960 году колхоз имени Сталина вошел в состав Лавинского конного завода № 84.
19 февраля 2011 года в селе был воссоздан Памятник Александру II.

## Население
| Год  | Число дворов | Число жителей | Примечания |
| ---- | ------------ | ------------- | --- |
| 1780 |              | 380           | Ревизских душ |
| 1859 | 163          | 905           | 446 муж. и 459 жен., имеется церковь                                                                             |
| 1900 | 217          | 1068          | 546 м. и 522 ж.; кроме того раскольников и склонных к расколу 164 м. и 272 ж. Земская школа существует с 1864 г. |
| 1913 | 371          | 1451          | |
| 2010 |              | 404           | |

## Достопримечательности
- Памятник Александру II (2011);
- Памятник «Павшим воинам» (1986)[13];
- Могила Протасова Петра Гавриловича (1888-1919), петроградского рабочего-большевика, убитого кулаками во время Чапанного восстания.[Сводный список объектов культурного наследия Сурского района]